# Progresso (filosofia)

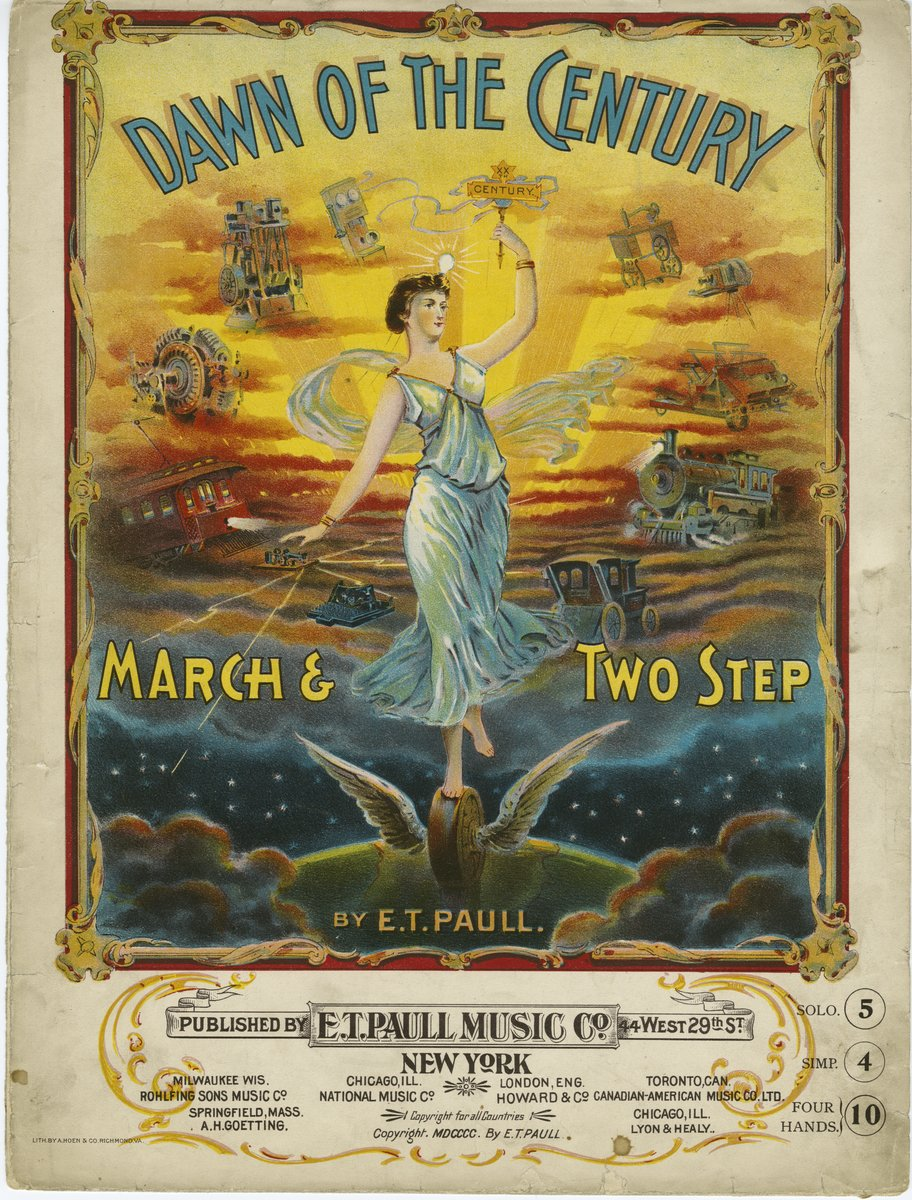
Capa de livro de partituras do publisher E.T Paul remete à ideia de progresso material trazido por invenções recentes, como a lâmpada elétrica

Em historiografia e em filosofia da história, o progresso (do latim Progressus, "um avanço") é a ideia de que o mundo pode se tornar gradativamente melhor no que diz respeito à ciência, tecnologia, modernização, liberdade, democracia, qualidade de vida, etc. Embora ao progresso esteja frequentemente associada a noção ocidental da mudança monótona de uma tendência, em linha reta, no entanto concepções alternativas existem, como a teoria cíclica do eterno retorno formulada por Friedrich Nietzsche, ou "em forma de espiral" o progresso da dialéctica de Georg Wilhelm Friedrich Hegel, Karl Marx, entre outros.
Por outras palavras, o progresso é entendido como um conceito que indica a existência de um sentido de melhorar a condição humana. A consideração de possibilidade foi fundamental para a separação da ideologia feudal medieval, baseada no teocentrismo cristão (ou muçulmano) e expresso na escolástica. A partir desse ponto de vista — o qual não é o único possível em teologia — o progresso é sentido quando a história humana provem da queda do homem (o pecado original) e o futuro tende a Cristo. A história em si, interpretada como providencial, é um parêntesis na eternidade, e o homem não deve ter esperança de participar em mais do que a divindade concedida pelo Apocalipse. A crise medieval e renascentista, com o antropocentrismo, resolveram o debate dos antigos e modernos, superando o Argumentum ad verecundiam (argumento de autoridade) e revelação como fonte do conhecimento. Desde a crise da consciência europeia do final do século XVII e da era do iluminismo do século XVIII tornou-se banal expressar a ideologia dominante do capitalismo e da ciência moderna.  A segunda metade do século XIX foi o momento optimista do seu triunfo, com os avanços técnicos da Revolução Industrial, no qual o imperialismo europeu estendeu o seu conceito de civilização para todo o mundo. A sua expressão máxima foi o positivismo de Auguste Comte. Embora os percursores pudessem ser evidentes, até depois da Primeira Guerra Mundial, não houve um verdadeiro questionamento sobre a ideia de progresso, incluindo a mudança do paradigma científico, as vanguardas na arte, e o reexaminar da ordem económico-social e política que envolveram a Revolução Russa de 1917, a Grande Depressão e o fascismo.